# Кошевский, Пётр Сидорович
Петр Сидорович Кошевский (22 августа 1910, Дмитровка — 11 августа 1996, Киев) — советский деятель.

## Биография
Родился 22 августа 1910 года в селе Дмитровка.
Окончил Киевский агроэкономический институт.

### Деятельность
К 1941 — работал агрономом машинно-тракторной станции, старший агроном, начальник Винницкого областного земельного управления
В 1941 — главный агроном производственно-территориального управления Винницкого областного земельного отдела
С 1941—1945 — служба в РККА.
С 1945 — на сельскохозяйственной работе в Винницкой и Львовской областях.
С 1945 — на советской и партийной работе.
До 1961 — секретарь Львовского областного комитета КПУ.
С 1961—1965 — заместитель министра заготовок Украинской ССР.
С 04.1965 — 05.1973 — председатель Исполкома Кировоградского областного Совета
С 18.03.1966 — 10.02.1976 — кандидат в члены ЦК Компартии Украины.
В 1967—1971 — Депутат Верховного Совета Украинской ССР 7-го созыва.
С 05.1973 — на пенсии

## Награды
- орден Красной Звезды
- орден Ленина
- Два ордена Трудового Красного Знамени.